# Ressence
RESSENCE es una manufactura relojera fundada en 2010 por Benoît Mintiens en Amberes, Bélgica. El nombre de la marca es un acrónimo derivado de las palabras francesas Renaissance (Renacimiento) y essence (esencia).

## Concepto
La particularidad del sistema de visualización de la hora patentado de Ressence reside en que todos los elementos gráficos que forman la esfera se encuentran en una superficie coplanar muy cerca del vidrio de zafiro, incluyendo los dígitos y las manecillas gráficas. Para indicar la hora, el "módulo de visualización mecánico" se compone de discos y anillos que orbitan entre sí. Las funciones de la primera y la segunda línea son: AM/PM, horas, minutos y segundos. Aunque se ha comentado que el reloj es demasiado difícil de leer, algunos periodistas especializados en relojes han comparado el diseño del reloj con el de Apple debido a su combinación de simplicidad y funcionalidad. Debido a la prominencia de La manecilla de los minutos, a veces el modelo se denominada reloj regulador. Los discos y anillos giratorios coplanarios están grabados y rellenos con Luminova, aunque los modelos de plata o titanio con versiones negras del material no se pueden leer en la oscuridad a pesar de la pintura especial. El módulo automático utiliza un calibre mecánico automático de origen suizo modificado suministrado por ETA S.A..
El uso de discos giratorios no es una novedad en sí mismo, ya que en la década de 1970 se introdujeron varios relojes que utilizaban discos en lugar de manecillas para indicar la hora. Aunque pocos de estos modelos fueron populares, la edición limitada "Discus Burger" de Seiko, de su serie "Moving Design" de 2007, prácticamente una copia del modelo SWA0017 lanzado por Swatch en 1994, pero con un disco de segundos adicional, sigue siendo muy popular entre los coleccionistas. El Discus Burger, disponible en blanco y negro, utiliza discos con marcas digitales de hora y minutos que giran uno sobre el otro, de forma similar a las manecillas. Una pequeña ventana a las nueve en punto en la esfera, por lo demás sencilla y sin marcas, muestra la hora. La idea de Mintiens de que toda la esfera girara en el sentido de las agujas del reloj, con subesferas coplanares con índices orbitando alrededor de un eje virtual, era novedosa. En 2010, Harry Winston presentó "Opus X", basado en una animación similar, pero estética y mecánicamente los conceptos son diferentes. Una diferencia importante radica en que Opus X utiliza manecillas de diferentes tamaños y formas para indicar la hora.

## Desarrollo
La línea Ressence se presentó en la feria de relojes Baselworld de 2010, con tres prototipos. Durante la primavera de 2011, se lanzó una primera producción de 50 relojes, la denominada "ZeroSeries". A principios de 2012, se presentó la "SeriesOne". Esta última serie ofrecía una mejora respecto a la serie Zero, con la eliminación de los tornillos para sujetar el zafiro trasero, asas inclinadas hacia abajo y un sistema de amortiguación, además de pequeñas modificaciones en el módulo de tiempo. La ZeroSeries fue ensamblada por VRJ en Waterloo, Bélgica. Para el ensamblaje de la SeriesOne, Ressence inició una colaboración con Montres Ludovic Ballouard en Ginebra, Suiza. En la Exposición Mundial de Ginebra de 2011 (Geneva Time Exhibition), los relojes Ressence recibieron una "mención especial" del jurado. En 2012, también fue considerado Reloj del Año por su innovación por WatchPro. La tercera serie, "Type 3", se presentó en la edición 2013 de la feria de relojes Baselworld en mayo de 2013. Al ser uno de los primeros relojes sin corona, Techcrunch de CBS News informó sobre el nuevo modelo como una posible dirección futura en la relojería. En noviembre de 2013, el Ressence Type 3 fue elegido Reloj Masculino del Año 2013 por el periódico belga "Le Soir" y recibió el Premio Revelación Horológica del Grand Prix d’Horlogerie de Ginebra. En 2016, la Fundación de la Alta Relojería certificó que Ressence cumple con los estándares de excelencia de la Alta Relojería, las técnicas de la relojería en simbiosis con las artes aplicadas. La FHH encargó esta evaluación a su Consejo Cultural, compuesto por 46 expertos internacionales independientes, quienes desempeñaron su función con total imparcialidad y de forma voluntaria.

## Tipo 1
En la feria Baselworld de 2014, Ressence presentó una nueva línea de relojes Tipo 1 sin corona, con una caja ligeramente más plana y asas orientadas hacia el interior. Las nuevas asas serían compatibles con correas más pequeñas, lo que indicaba la intención de expandirse al mercado asiático. Otra novedad importante fue la funcionalidad del pequeño disco indicador, que ya no indica AM/PM, sino el día de la semana. Para darle cuerda al reloj, es necesario girar el cristal inferior al colocarlo boca abajo. En la feria de SIHH de 2017, se lanzó una versión cuadrada del Tipo 1 con caja acolchada. Con 11,5 mm, es el modelo más delgado hasta la fecha y permite ajustar la hora mediante un nivel retráctil. En la feria de relojes de Basilea de ese mismo año, se lanzó una edición limitada (20 unidades) de su modelo Tipo 1 "normal", en colaboración con la página web de relojes neoyorquina Hodinkee.

## Tipo 3
En 2013, Ressence presentó el Tipo 3 de 44 mm. Cuenta con dos cámaras selladas independientes, una llena con 3,75 ml de lubricante. Una se encuentra debajo de la esfera y la otra contiene el calibre base, lleno de lubricante. Se añade un anillo lateral adicional para indicar los días del mes. La mitad superior, llena de aceite, permite que los indicadores luminiscentes bajo el cristal parezcan flotar sobre él. Ressence ganó el premio Revelación Horológica en el Gran Premio de Relojería de Ginebra por el movimiento Tipo 3, el primer reloj relleno de aceite.

## Tipo 5
En diciembre de 2015, Ressence presentó su modelo Tipo 5. Este reloj de titanio de 46 mm se basa en el módulo parcialmente lleno de aceite utilizado en el Tipo 3, pero desarrollado como reloj de buceo que se beneficia de una visibilidad extrema bajo el agua. El uso de aceite anula la función de reflexión interna total, lo que permite que el Tipo 5 sea legible bajo el agua, independientemente del ángulo de visión.